# Rong Ningning
Rong Ningning (kinesiska: 荣宁宁; pinyin: Róng Níngníng), född 5 oktober 1997, är en kinesisk brottare som tävlar i fristil.

## Karriär
Rong tävlade för Kina vid olympiska sommarspelen 2020 i Tokyo, där hon blev utslagen i åttondelsfinalen i 57 kg-klassen.